# Миндяк (река)
Миндя́к (баш. МФА: Миндәко файле) — река в России, протекает по территории Учалинского района Башкортостана. Устье реки находится в 2320 км по правому берегу Урала. Длина реки — 60 км, площадь её водосборного бассейна — 788 км².
Основные притоки:
- 3,3 км: Шагарка
- 11 км: Рясток
- 27 км: Табылгашты
- 34 км: Мазара

## Данные водного реестра
По данным государственного водного реестра России относится к Уральскому бассейновому округу, водохозяйственный участок реки — Урал от истока до Верхнеуральского гидроузла, речной подбассейн реки — подбассейн отсутствует. Речной бассейн реки — Урал (российская часть бассейна).
Код объекта в государственном водном реестре — 12010000112112200001467.